# Ռ
Das Ṙa (Ռ und ռ) ist der 28. Buchstabe des armenischen Alphabets. Der Buchstabe stellt den Laut [⁠r⁠] dar und wird im Deutschen mit dem Buchstaben R transkribiert.
Es ist dem Zahlenwert 1000 zugeordnet. 

## Zeichenkodierung
Das Ṙa ist in Unicode an den Codepunkten U+054C (Großbuchstabe) bzw. U+057C (Kleinbuchstabe) zu finden.